# Айвазов, Янис Маркович
Я́нис Ма́ркович Айва́зов (р. 1977, Саратов) — оператор-постановщик, художник.

## Краткая биография
Карьеру оператора на телевидении начал в региональной кампании «ИВК-Солнечный» г. Саратов в 2007 г. в службе новостей программы «Новости. Телеобъектив». Служебный рост был стремительным. Не имея специального образования, осваивая операторское искусство самостоятельно уже в 2008 году, две работы Яниса, «Бездомный Новый год» (журналист Марина Рыжкова) и «Жизнь на улице» (журналист Ольга Маркова), кампании «ИВК-Солнечный» г. Саратов, выходят в финал журналистского конкурса «Профессия-репортер». В этом конкурсе «Бездомный Новый год» получает приз в номинации «Новостной сюжет». Фильм Ольги Марковой «Жизнь на улице», позже получит две статуэтки бронзового Орфея на «ТЭФИ-регион 2008», в номинациях «лучшая публицистическая программа» и «оператор телевизионного программы/фильма». С 2009 г. Янис Айвазов проживает в Амстердаме (Нидерланды), и работает над собственными кино и телепроектами, пробуя себя как автора сценариев, режиссёра и актёра.

## Фильмография
- 2008 — «Жизнь на улице» (док., кор. метр, 2008 г. реж. Ольга Маркова),
- 2008 — «Продавцы здоровья» (док., кор. метр, 2008 г. реж. Марина Рыжкова),
- В глушь в Саратов (док., кор.метр, 2008 г.реж. Елена Зыблева),
- 2010 — «Муха» (фильм, кор. метр, 2010 г. автор и реж. Янис Айвазов),
- «На углу» (рабочее название, в производстве, автор и реж. Янис Айвазов),
- «Прощание славянки» (рабочее название, в производстве, автор и реж. Янис Айвазов)

## Призы и награды
- 1 место на II Всероссийском телевизионном конкурсе «Профессия репортёр» в номинации «Новостной репортаж» 2008 г.
- Фильм «Жизнь на улице» стал финалистом II Всероссийского телевизионного конкурса «Профессия репортёр» 2008.
- В финал Всероссийского телевизионного конкурса «ТЭФИ — Регион» 2008[1][нет в источнике] вышло журналистское расследование «Продавцы здоровья».
- Победа на областном конкурсе «За лучшее произведение в области профилактики наркомании в средствах массовой информации» в номинации «Лучший телерадиосюжет (программа)» 2008.
- «ТЭФИ-Регион» 2008[1] в номинации «Публицистическая программа» завоевал телевизионный фильм «Жизнь на улице».
- «ТЭФИ-Регион» 2008[1] в номинации «Оператор телевизионной программы/фильма».